# 우쇼시 셍굽타
우쇼시 셍굽타(Ushoshi Sengupta, 1988년 7월 30일 ~ )는 인도의 미인 대회 우승자이다. 2010년 미스 유니버스 인도 우승자이며 미스 유니버스 2010에서 인도 대표로 참가했다.